# Lanchester
Lanchester was een Britse autoconstructeur in de periode 1895-1956. Het bedrijf werd opgericht door Frederick Lanchester, die naast ingenieur ook nog uitvinder, pionier in de luchtvaart, poëet en musicus was. Lanchester was gevestigd in de Engelse stad Birmingham en bouwde aldaar de eerste Britse vierwielige auto met verbrandingsmotor. Lanchester hechtte veel belang aan kwaliteit en stond ook bekend om het comfort van zijn auto's. Lanchester had voorname klanten waaronder de Britse koningen George V en George VI en de Indische maharaja's die ze soms met gouden of zilveren beplating bestelden.

## Geschiedenis

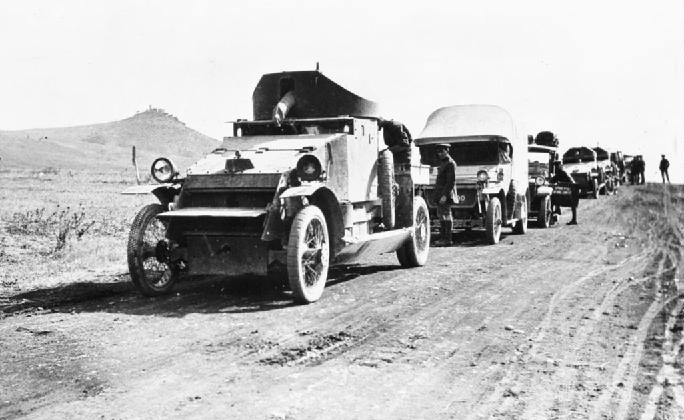
Lanchester 4x2 pantserwagen ca. 1919.

### 1895-1930
Frederick Lanchester werkte bij een fabrikant van gasmotoren toen hij zijn eerste auto bouwde. Die verschilde zowel visueel als qua techniek van de toen gangbare standaarden. Zo was de auto ontworpen als een echte auto en niet als een gemotoriseerde kar.
In 1901 bracht de Lanchester Engine Company haar eerste model in productie. In de voorgaande jaren had Lanchester het model en de machines om het te produceren intensief getest. Vanaf het begin was ook de uitwisselbaarheid van onderdelen van belang. Het bedrijf ging in 1904 failliet door incompetent bestuur en maakte onmiddellijk een doorstart als de Lanchester Motor Company.
Lanchesters eerste model was een luchtgekoelde tweecilinder van 10 pk met centraal geplaatste gebalanceerde motor. De stuurinrichting bestond uit een rondsel met tandheugel en werd bediend met een stuurhendel.
In 1904 ontwikkelde Lanchester een watergekoelde 4-cilinder van 20 pk. De motor werd tussen de bestuurder en de passagier vooraan geplaatst om meer ruimte achteraan te bieden. In 1906 verscheen een versie met zes cilinders van 28 pk. In 1911 werden beide modellen verbeterd tot respectievelijk 25 en 38 pk. Lanchesters strategie bestond erin de modellen steeds te verbeteren in plaats van nieuwe uit te brengen.
Vanaf 1912 werden Lanchesters modellen conventioneler. De stuurhendel werd vervangen door een stuurwiel en de versnellingsbak met planeetwielen werd vervangen door pedalen en versnellingspoken. Tijdens de Eerste Wereldoorlog werd de 38 gebouwd als pantserwagen voor het leger. In 1914 kwam er nog de Sporting 40 van 40 pk als additioneel model. Tijdens Wereldoorlog I produceerde Lanchester ook vliegtuigmotoren voor de RAF. Het was een luchtgekoelde V8-motor die was afgeleid van een Renault-motor.
De Sporting 40 was getekend door Fredericks broer George Lanchester en na de oorlog kwam deze aan het hoofd van het bedrijf. In 1919 ontwierp hij de Lanchester 40 hp als het eerste jaren 1920-model. In 1923 verscheen de Lanchester 21 hp die in 1925 groeide tot 23 pk. Nog in 1925 kreeg de 40 remmen op de vier wielen en in 1928 werd deze vervangen door de Lanchester 30 pk met 4,4 liter 8-in-lijn.
De modellen werden continu verbeterd en klanten konden hun auto's laten opwaarderen tot het laatste nieuwe model. Tot de sluiting van de fabriek in 1931 kon Lanchester reserveondelelen leveren voor al haar modellen.

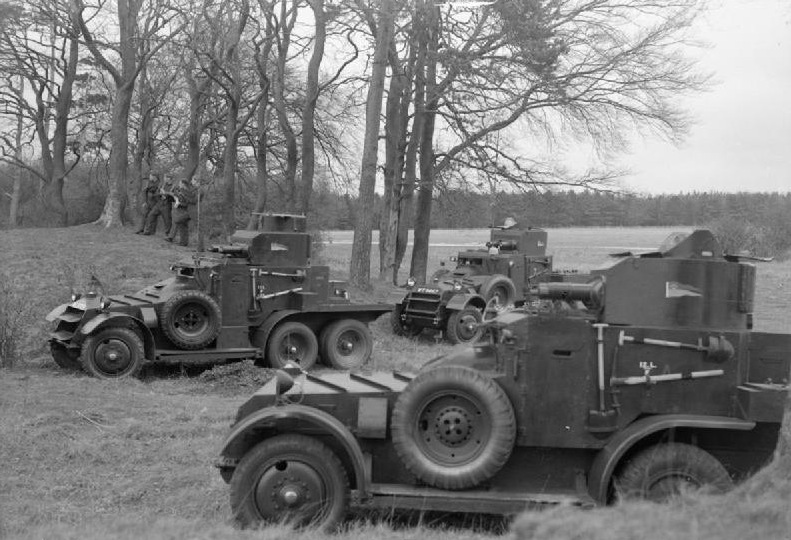
Lanchester 6x4 pantserwagens ca. 1938.

### 1931-1956
In 1931 werd Lanchester overgenomen door BSA dat ook al het luxemerk Daimler bezat. De productie verhuisde daarop naar Daimlers fabriek in Coventry. Lanchester werd daarna achteropgesteld ten opzichte van Daimler en de hoogdagen van het merk waren voorbij. Lanchester verloor haar goede reputatie en begon onderdelen te delen met de merken Daimler en BSA.
Het eerste nieuwe model, dat nog steeds werd ontworpen door George Lanchester, was de Lanchester 18. De Lanchester 10 uit 1933 was een luxueuzere versie van de BSA Ten. De Lanchester 14 uit 1937, ook gekend als de Roadrider, was gelijkaardig aan de Daimler DB17 met onder andere diens 1,6 liter 6-cilinder.
Na de Tweede Wereldoorlog werd de 10 geherintroduceerd als de Lanchester LD10. De 14/Leda uit 1950 werd in 1953 opgewaardeerd met een 6-cilinder tot de Daimler Conquest. Van Lanchesters laatste model, de Sprite, uit 1954 werden slechts enkele prototypes geproduceerd. In 1956 werd de naam Lanchester uitgefaseerd.
Daimler ging intussen achteruit en werd in 1960 overgenomen door Jaguar dat het nog enige tijd gebruikte voor logoverwisseling.

## Modellen
- 1895: Lanchester 5
- 1897-1898: Lanchester 8
- 1900-1904: Lanchester 10
- 1903-1904: Lanchester 12
- 1903-1904: Lanchester 16
- 1904: Lanchester 18
- 1904-1911: Lanchester 20
- 1906-1908: Lanchester 12
- 1906-1911: Lanchester 28
- 1907: Lanchester 40
- 1907: Lanchester 50
- 1911-1914: Lanchester 38
- 1912-1914: Lanchester 25
- 1919-1928: Lanchester 40
- 1923-1926: Lanchester 21
- 1926-1931: Lanchester 23
- 1929-1932: Lanchester 30
- 1932-1939: Lanchester 18
- 1933-1936: Lanchester 10
- 1935-1936: Lanchester Light Six
- 1937-1939: Lanchester 11
- 1937-1939: Lanchester 14 Roadrider
- 1946-1951: Lanchester LD10
- 1950-1954: Lanchester 14/Leda
- 1954-1956: Lanchester Sprite